# 村田栞
村田 栞（むらた しおり、5月7日 - ）は日本の小説家。血液型はA型。

## 経歴
第3回角川ビーンズ小説大賞にて『魂の捜索人（ゼーレ・ズーヒア）』で奨励賞・読者賞をW受賞。
受賞作を改稿した『シェオル・レジーナ 魂の捜索人』で2005年7月にデビュー。

## 作品

### シェオル・レジーナシリーズ
イラストは左近堂絵里。角川ビーンズ文庫より発行。
1. シェオル・レジーナ 魂の捜索人
2. シェオル・レジーナ 魔女の刻印
3. シェオル・レジーナ 百合の玉座
4. シェオル・レジーナ 大いなる深淵の鍵

### 光の精煉師ディオンシリーズ
イラストは岩崎美奈子。角川ビーンズ文庫より発行。
1. 光の精煉師ディオン 旅立ちの朝は君と
2. 光の精煉師ディオン 初任務は秘密の修業
3. 光の精煉師ディオン 潜入捜査は怪盗と
4. 光の精煉師ディオン 天才指揮者とオペラ座で
5. 光の精煉師ディオン 皇太子と危険なバカンス
6. 光の精煉師ディオン 指揮官は明日を夢見る

### 東方妖遊記シリーズ
イラストは伊藤明十。角川ビーンズ文庫より発行。
1. 東方妖遊記 少年王の第一の盟約
2. 東方妖遊記 心が紡ぐ第二の盟約
3. 東方妖遊記 光が裁く第三の盟約
4. 東方妖遊記 神が目覚める第四の試練
5. 東方妖遊記 神々の箱庭にて（外伝）
6. 東方妖遊記 友と奏でる第五の試練
7. 東方妖遊記 揺らぐ絆と第六の試練
8. 東方妖遊記 めぐる縁と第七の挑戦
9. 東方妖遊記 王への決意と第八の挑戦
10. 東方妖遊記 宿命の対決と第九の挑戦
11. 東方妖遊記 明日への誓いと最後の挑戦
12. 東方妖遊記 終わらぬ旅路と希望の扉

### 西の末裔<ディセンダント>シリーズ
イラストは霜月かいり。角川ビーンズ文庫より発行。
1. 西の末裔<ディセンダント> 目覚めよ、宿命を継ぐ者
2. 西の末裔<ディセンダント> 応えよ、追憶に眠る者
3. 西の末裔<ディセンダント> 駆けよ、光の果てに集う者

- 西の末裔<ディセンダント> 書き下ろしWeb小説 第1回～第5回

### オーディンの遺産
イラストは鈴木康士。ウィングス・ノヴェルより発行。
1. オーディンの遺産
2. オーディンの遺産 ナインスペル